# Прешо (Јужна Дакота)
Прешо (енгл. Presho) град је у америчкој савезној држави Јужна Дакота.

## Демографија
По попису из 2010. године број становника је 497, што је 91 (-15,5%) становника мање него 2000. године.
| Група             | 2000.       | 2010.       |
| Белци             | 561 (95,4%) | 476 (95,8%) |
| Афроамериканци    | 2 (0,3%)    | 0 (0,0%)    |
| Азијати           | 5 (0,9%)    | 0 (0,0%)    |
| Хиспаноамериканци | 4 (0,7%)    | 1 (0,2%)    |
| Укупно            | 588         | 497         |